# Franziska Dübgen
Franziska Dübgen (* 1980 in Düsseldorf) ist eine deutsche Philosophin.

## Leben
Nach dem Abitur 2000 studierte Dübgen bis 2007 Philosophie, Politikwissenschaft und Italianistik an der Humboldt-Universität zu Berlin mit dem Abschluss Magistra. Von 2008 bis 2011 war sie Stipendiatin am Exzellenzcluster „Die Herausbildung Normativer Ordnungen“ an der Johann Wolfgang Goethe-Universität Frankfurt am Main. Von 2011 bis 2018 führten sie verschiedene Lehraufträge und Forschungsaufenthalte nach  New York, Kassel, Potsdam, Tunis, Göttingen und die Universität Koblenz-Landau. Dübgen promovierte 2012 in Frankfurt am Main bei Rainer Forst. In Kassel leitete sie von 2015 bis 2017 die Nachwuchsforschungsgruppe Jenseits einer Politik des Strafens. Gemeinsam mit Ina Kerner leitete sie das Forschungsprojekt Diversität, Macht und Gerechtigkeit. Transkulturelle Perspektiven. Seit 2018 ist sie Universitätsprofessorin am Philosophischen Seminar der  Westfälischen Wilhelms-Universität Münster mit dem Schwerpunkt Politische Philosophie und Rechtsphilosophie.

## Werke

### Monographien
- Jenseits des Stammesdenkens – Eine antirassistische Ethik bei Foucault und Lévinas. AV Akademikerverlag, Saarbrücken 2012, ISBN 978-3-639-43692-1.
- Was ist gerecht? Kennzeichen einer transnationalen solidarischen Politik. Campus Verlag, Frankfurt am Main 2014, ISBN 978-3-593-50099-7.
- Theorien der Strafe. Junius-Verlag, Hamburg 2016, ISBN 978-3-88506-766-5.
- Paulin Hountondji. African Philosophy as Critical Universalism. Gemeinsam mit Stefan Skupien. Palgrave Press, London 2019, ISBN 978-3-03001994-5.
- Transformative Strafrechtskritik. Überlegungen im Anschluss an Nietzsches Vision einer neuen Gerechtigkeit. Mohr Siebeck, Tübingen 2022, ISBN 978-3-16-161165-0.

### Herausgeberschaft
- Gemeinsam mit Stefan Skupien: Afrikanische Philosophie. Postkoloniale Positionen, Berlin: Suhrkamp Verlag 2015.